# WAO弦楽四重奏団
WAO弦楽四重奏団（わおげんがくしじゅうそうだん）は、元読売日本交響楽団ソロ・ヴィオラ奏者の生沼晴嗣を中心に結成された日本の弦楽四重奏団。『笑い』『愛』『音楽』の頭文字をとり、WAO弦楽四重奏団と命名された。

## メンバー
- 上保朋子（じょうほ ともこ） - 第1ヴァイオリン
- 志村知里（しむら ちさと） - 第2ヴァイオリン
- 生沼晴嗣（おいぬま せいじ） - ヴィオラ
- 林一公（はやし かずまさ） - チェロ